# Jan Sonnevend
Jan Sonnevend (25. prosince 1880 Topolany – 4. září 1942 Praha – Kobyliská střelnice) byl za protektorátu v Praze předsedou starších české pravoslavné církve. Po zapojení se do nekomunistického protiněmeckého odboje sehrál významnou roli jako aktivní pomocník parašutistů. Byl jedním z iniciátorů jejich ukrytí v kryptě kostela v Resslově ulici. Skutečnost, že jsou v kryptě kostela ukrývání parašutisté sdělil (večer 11. června 1942) biskupu Gorazdovi až dva dny po vyhlazení Lidic. Po prozrazení úkrytu parašutistů (18. června 1942) byl Jan Sonnevend spolu se svojí manželkou Marií Sonnevendovou dne 22. června 1942 zatčen. Odsouzen k trestu smrti byl stanným soudem ve „veřejném“ procesu odpoledne 3. září 1942. Dne 4. září 1942 byl na Kobyliské střelnici v Praze popraven zastřelením. Marie Sonnevendová byla popravena 24. října 1942 v KT Mauthausen. Roku 2020 byl místní pravoslavnou církví svatořečen.

## Život

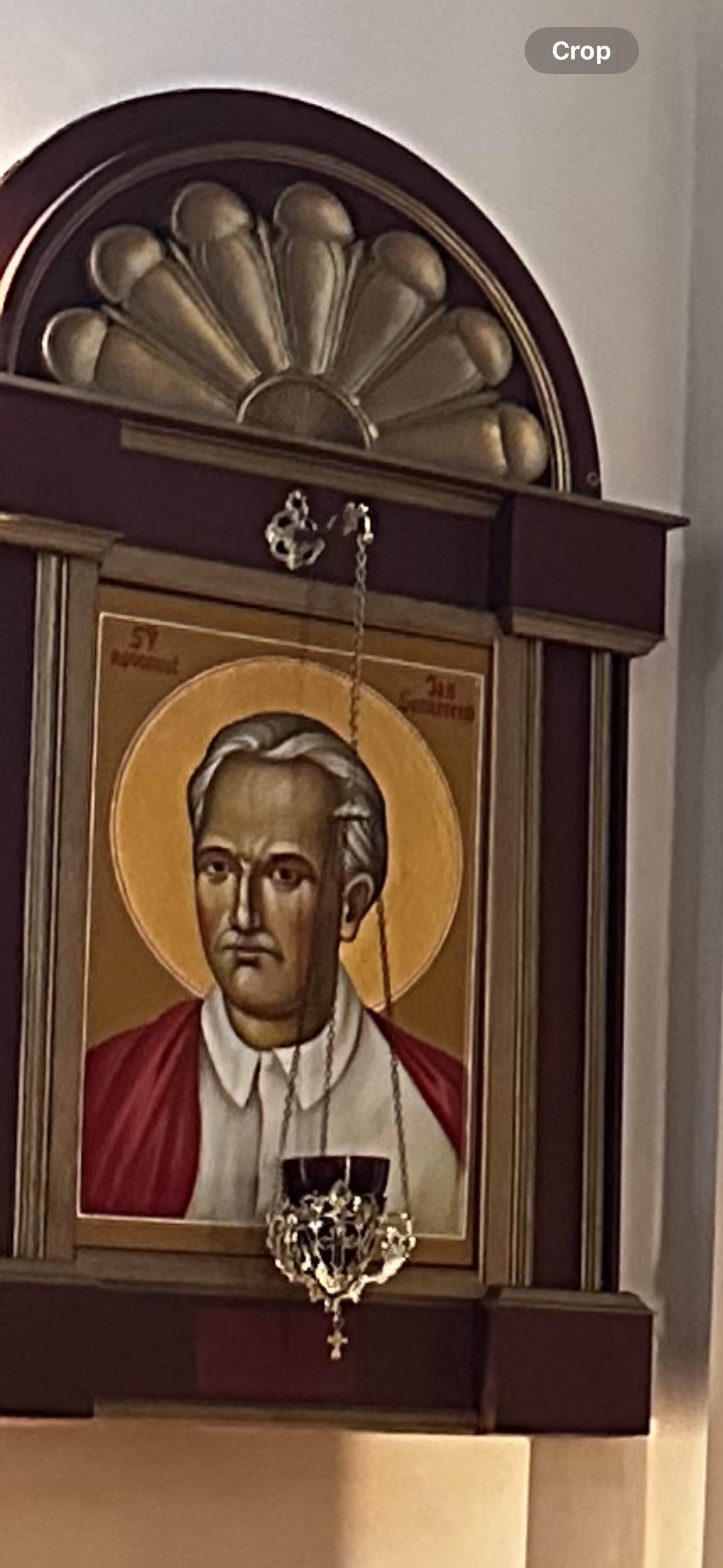
Ikona svatého Jana Sonnenvenda v pražské katedrále

### Do roku 1938
Jan Sonnevend se narodil dne 25. prosince 1880 v Topolanech u Vyškova do rolnické rodiny. Jeho otcem byl Jan Sonnevend a jeho matkou byla Cecilie Sonnevendová. Po studiu na obchodní akademii v Brně byl zaměstnán jako pojišťovací úředník. V roce 1907 se ve Vyškově oženil s Marií Lorkovou, v té době pracoval jako náměstek ředitele okresní nemocenské pokladny v Olomouci. Rok po svatbě se manželům Sonnevendových narodila dcera Ludmila. Později se rodina usadila v Brně. V roce 1924 se Jan Sonnevend v Brně podílel na založení pravoslavné církevní obce. Na ustavující schůzi byl převážnou většinou shromážděných věřících jmenován do funkce místopředsedy Sboru starších pravoslavné církve v Brně. Mezi léty 1926 až 1928 napomohl Jan Sonnevend k vytvoření pěveckého sboru a v letech 1930 až 1931 podpořil štědrými peněžitými dary výstavbu chrámu svatého Václava na Špilberku. Vrcholu své profesní kariéry ale dosáhl ve 30. letech 20. století, kdy zastával funkci ředitele Okresní nemocenské pojišťovny v Brně.

### 1938 až počátek roku 1939
V roce 1938 odešel (ve věku 58 let) Jan Sonnevend do penze a s manželkou se přestěhovali za dcerou do Prahy na Staré Město. V Praze působil jako dobrovolný člen kuratoria plicní léčebny a pracoval jako revizor účtů v Ústřední Masarykově lize proti tuberkulóze (TBC). Svůj čas věnoval i místní pravoslavné obci. Počátkem ledna roku 1939 byl zvolen za předsedu pražské rady (sboru) starších pravoslavné církve (obce) při nově vysvěceném katedrálním chrámu svatého Cyrila a Metoděje v Resslově ulici (původně to byl katolický kostel svatého Karla Boromejského) (Sonnevend se zasloužil o úpravu tohoto chrámu v duchu pravoslavné církevní tradice.)

### Jan Zelenka-Hajský
Krom aktivit církevních věnoval se Jan Sonnevend kontaktům s vlastenci. (Byl vášnivý filatelista.) Stýkal se například se sokolským činovníkem a učitelem Janem Zelenkou-Hajským. Ten působil od jara 1942 jako velitel radikální skupiny Říjen, kterou založil spolu s Jaroslavem Pechmanem jako jednu ze složek OSVO. Jan Zelenka-Hajský úzce spolupracoval s parašutisty, kteří provedli atentát na Reinharda Heydricha, a kromě jiného se podílel na vyhledávání úkrytů pro ně. A byl to právě Jan Sonnevend, kdo nabídl Janu Zelenkovi-Hajskému kryptu kostela v Resslově ulici (Resslova 307/9, Praha 2 – Nové Město) jako úkryt pro parašutisty.

### Spolupráce v odboji
Angažování se v nekomunistickém protiněmeckém odboji pak bylo pro Sonnevenda jen logickým vyústěním jeho morálních a mravních životních postojů. V odboji spolupracoval např. s MUDr. Karlem Svěrákem, doc. MUDr. Soběslavem Sobkem, s Josefem Bublíkem – vojákem a příslušníkem výsadku Bioscop a s Adolfem Opálkou – vojákem a velitelem paraskupiny Out Distance.

### Petr Fafek
V polovině dubna 1942 se Jan Sonnevend sešel s Petrem Fafkem, jenž ho požádal o spolehlivé úkryty pro nehlášené lidi (pro parašutisty). Petr Fafek byl bývalý legionář, zastával funkci vrchního účetního v ústředí Československého červeného kříže a v odboji byl spolupracovníkem ilegální centrály Ústředního vedení odboje domácího (ÚVOD). Fafek pracoval jako úředník Ligy proti tuberkulóze, kde pracoval i Jan Sonnevend. Petr Fafek participoval i na přípravách atentátu na říšského protektora Reinharda Heydricha.

### Otto Lev Stanovský
Dne 11. června 1942 se Jan Sonnevend sešel v domě (na adrese: Na příkopě 988/31, Praha 1 – Staré Město) s metropolitním kanovníkem chrámu svatého Víta, který byl představitelem organizace s názvem „Národní pomoc“, která v tomto domě měla kancelář. Sonnevenda zde přijal Otto Lev Stanovský – funkcionář výboru Národního souručenství a předseda katolické Charity. Představitel pravoslavné církve Jan Sonnevend požádal metropolitního kanovníka Stanovského (bez sdělení dalších podrobností) o ukrytí několika pronásledovaných osob v některém z katolických kostelů nebo klášterů. Stanovský jej upozornil, že katolické kostely jsou velmi bedlivě hlídány gestapem. Sonnevend na svém požadavku dále netrval a už Stanovského více nekontaktoval. Později se ukázalo, že se jednalo o ukrytí sedmi parašutistů, kteří v rámci operace Anthropoid spáchali atentát na Reinharda Heydricha. Otto Lev Stanovský sice Sonnevendově prosbě nevyhověl, přesto byl však ve svém bytě (na adrese: Hradčanské náměstí 63/9, Praha 1 - Hradčany) dne 3. července 1942 v 5.00 hodin ráno zatčen gestapem. Za to, že o požadavku na ukrytí pronásledovaných osob neinformoval úřady, byl 28. prosince 1942 (podle jiných zdrojů 29. ledna 1943) odsouzen k tresti smrti a uvězněn v Terezíně a Berlíně - Plötzensee. Po četných intervencích (zejména ze strany berlínského nuncia Msgre. Orseniga) byl Stanovský po půl roce věznění omilostněn a jeho trest mu byl změněn na osm let káznice. Byl vězněn ve Straubingu, kde byl nějaký čas držen v kobce na seně a přikován řetězem. S podlomeným zdravím se dožil konce druhé světové války. Otto Lev Stanovský zemřel (pravděpodobně na následky útrap věznění) dne 5. prosince 1945.
Poté, co Jan Sonnevend neuspěl se sháněním úkrytu přes katolickou církev v nějakém klášteře nebo kostele, zkusil pravoslavnou církev, konkrétně chrám svatého Cyrila a Metoděje, kde se domluvil s farářem Václavem Čiklem a kaplanem Vladimírem Petřekem, že tam parašutisty ukryjí.

### Pomoc parašutistům
Od začátku května 1942 byl Jan Sonnevend již zapojen do odbojové činnosti a do pomoci parašutistům skupiny ANTHROPOID. Po provedení atentátu na Heydricha 27. května 1942 poskytla pravoslavná církev výsadkářům úkryt v chrámu sv. Cyrila a Metoděje (v chrámu svatého Karla Boromejského.) v Resslově ulici na Novém Městě v Praze. Azyl v kryptě chrámu jim nabídl Jan Sonnevend se souhlasem kaplana ThDr. Vladimíra Petřeka, který o situaci uvědomil děkana Václava Čikla a kostelníka Václava Ornesta. Dr. Vladimír Petřek spolu s Václavem Čiklem zajišťovali spojení a denní péči o ukryté parašutisty. Vladyka Gorazd se o úkrytu parašutistů dozvěděl až dva dny po vyhlazení Lidic, večer 11. června 1942, kdy mu Jan Sonnevend oznámil, že se v chrámu skrývá sedm výsadkářů, mezi nimi atentátníci Jan Kubiš, Jozef Gabčík a Josef Valčík.

### 18. červen 1942 a zatýkání
Na příkaz biskupa Gorazda měli být výsadkáři co nejdříve odvezeni na jiné bezpečné místo. Termín převozu byl určen na 18. června 1942, avšak tou dobou byl už jejich úkryt prozrazen.
Po odhalení úkrytu byli vzápětí zatčeni všichni, kdož se podíleli na jejich skrývání. Nejprve byli zatčeni Václav Čikl s manželkou Marií, kostelník Václav Ornest s rodinou a kaplan Vladimír Petřek (ten přímo ve svém bytě v dnešní Gorazdově ulici 18. června 1942 brzy ráno). Jan Sonnevend byl zatčen gestapem 22. června 1942 i se svou manželkou Marií. Ve čtvrtek 25. června 1942 v 5 hodin ráno byl zatčen v Horních Počernicích vladyka Gorazd a převezen do Petschkova paláce.

### Stanný soud
Přelíčení před stanným soudem s vladykou Gorazdem a s dalšími vedoucími představiteli pravoslavné církve, kteří pomáhali ukrývat atentátníky na Reinharda Heydricha v chrámu svatého Cyrila a Metoděje proběhlo ve „veřejném“ procesu odpoledne 3. září 1942 od 14.00 hodin v Petschkově paláci. Jako jediný ze stanných soudů po atentátu aspoň náznakově (z propagandistických důvodů) připomínal skutečné soudní řízení. O plánu uspořádat tento proces informoval zastupující říšský protektor Kurt Daluege již 14. srpna roku 1942 říšského vedoucího SS Heinricha Himmlera. Himmler tuto záležitost projednal přímo s Adolfem Hitlerem. Vůdce s procesem souhlasil s tím, že očekává tresty smrti. K soudnímu projednání bylo vpuštěno celkem dvacet prověřených protektorátních novinářů. Ti v průběhu následujících dnů o procesu informovali v tisku. Stannému soudu předsedal velitel pražského gestapa SS-Standartenführer Hans-Ulrich Geschke; žalobcem byl velitel III. oddělení gestapa SS-Hauptsturmführer Wilhelm Schultze; prvním přísedícím byl šéf vyšetřovací komise atentátu na Heydricha SS-Hauptsturmführer Heinz Pannwitz a druhým přísedícím Josef Witiska (* 1894 – 1946). Celý proces byl filmován a výpovědi byly pečlivě zapisovány. Nad souzenými představiteli pravoslavné církve byl v 17.00 vynesen rozsudek trestu smrti zastřelením (a zabavení veškerého majetku) za „ukrývání vrahů SS Obergruppenführera R. Heydricha a dalších pěti padákových agentů“.

### Kobyliská střelnice
- Biskup pravoslavné církve Gorazd (občanským jménem Matěj Pavlík, narozen 26. května 1879) byl 4. září 1942 ve 14.35[3] zastřelen na Kobyliské střelnici;[17]
- předseda sboru starších pravoslavné církve v Praze Jan Sonnevend (narozen 25. prosince 1880) byl 4. září 1942 ve 14.35[3] zastřelen na Kobyliské střelnici;[9][13]
- farář pravoslavné církve Václav Čikl (narozen 13. ledna 1900) byl 4. září 1942 ve 14.35[3] zastřelen na Kobyliské střelnici;
- kaplan pravoslavné církve doktor Vladimír Petřek (narozen 19. června 1908) byl 5. září 1942 ve 12.00 hodin zastřelen na Kobyliské střelnici. Důvodem odložení jeho popravy o den byla konfrontace s Ladislavem Vaňkem (zakladatelem a vedoucím ilegální organizace Jindra, zatčeným právě 4. září 1942 pražským gestapem), při které Vladimír Petřek odmítl vypovídat.[3]

## Další členové rodiny
Marie Sonnevendová a její dcera Ludmila Ryšavá s (druhým) manželem Josefem Ryšavým zahynuli v KT Mauthausen. Tři nezletilí synové z prvního Ludmilina manželství byli uchráněni v původní rodině Ludmilina prvního manžela lékaře Orta.

### Dcera Jana Sonnevenda Ludmila
Dcerou Jana Sonnevenda (1880–1942) a Marie Sonnevendové (1888–1942) byla Ludmila Sonnevendová. Narodila se 27. června 1908 v Olomouci. Z prvního manželství (jmenovala se Ortová) měla tři syny. Po rozvodu byli její synové svěřeni do péče otce. S matkou Ludmilou se dle rozhodnutí soudu synové vídali jen jednou týdně. První manžel Ludmily – Ort musel v rámci vyšetřování po prozrazení úkrytu parašutistů potvrdit, že se jeho synové s matkou ani se Sonnevendovými nestýkali nad rámec rozhodnutí rozvodového soudu. Také se musel zavázat, že syny bude vychovávat v německém duchu. Ort jako jeden z mála chirurgů během války v Praze přítomných (židovské chirurgy deportovali, němečtí byli na frontě, a v Praze jich bylo v počtu co by se na prstech jedné ruky spočítalo) pečoval ve své ordinaci i o doléčované důstojníky SS. Od jednoho z nich se dozvěděl, že o přežití jeho třech synů se jednalo až v Berlíně. A jen árijský původ je tehdy zachránil. Po Únoru 1948 měl doktor Ort problémy s komunistickým režimem, protože se nikdy netajil odporem k bolševismu. Byl navíc členem různých společnosti, třeba katolické společnosti PAX, která pořádala různé přednášky, návštěvy galerií a podobně. Zemřel ve svých 63 letech a nedožil se soudu ve vlastizrádném vykonstruovaném procesu. Z jeho tří synů dva nakonec z Československa emigrovali.
Za protektorátu bydlela Ludmila Ryšavá na adrese Na Kolínské 1224/4. Tak se ulice jmenovala od roku 1930 do roku 1948 (německy Kolin-Garten). Dnes (2018) je to Gabčíkova 1224/4, Praha 8. (Na domě je pamětní deska s textem: V tomto domě žili obětaví členové odboje / manželé / Ludmila a Josef / Ryšaví / spolupracovníci výsadku ANTHROPOID, / popraveni nacisty 24.10.1942 v Mauthausenu.) Po prozrazení (18. června 1942) úkrytu parašutistů v kryptě kostela svatého Cyrila a Metoděje v Praze byla Ludmila Ryšavá dne 28. června 1942 zatčena. Zatčeni byli i její otec, matka a druhý manžel. (Právě přes svého otce Jana Sonnevenda byla Ludmila Ryšavá zapojena do odbojové činnosti a do podpory ukrývaných parašutistů, kterým obstarávala potraviny.) Byla vězněna v Malé pevnosti v Terezíně spolu se svojí matkou. Za pomoc parašutistům byla odsouzena k trestu smrti. Byla popravena v koncentračním táboře Mauthausen dne 24. října 1942. Její jméno je uvedeno na pomníku obětí druhé světové války v „Národním památníku obětí heydrichiády“ v Praze 2, Resslova 9a. Tady je také umístěna její pamětní deska. Tu věnovala Národnímu památníku v říjnu roku 1992 rodina Ortova.

## Pamětní desky a památníky

### Praha
- Pamětní deska vojákům zahraniční armády a český vlastencům. Umístění: Praha 2, Resslova 9, Nové Město, kostel sv. Cyrila a Metoděje.[9]
- Památník protifašistického odboje Kobyliská střelnice. Umístění: Praha 8 - Kobylisy, Žernosecká (mezi ul. Čumpelíkova a Bojasova).[9]
- Jeho jméno je uvedeno na pamětní desce v sídle Ústředního výboru Masarykovy ligy proti tuberkulose v Praze 5, náměstí Kinských 602/2, Praha 5 - Smíchov (v domě v přízemí proti schodišti). Na desce je nápis: „UKRÝVAJÍCÍ NARODNÍ MSTITELE NA HEYDRICHOVI, SVŮJ ŽIVOT ZA VLAST A NÁROD OBĚTOVALI TITO ČINOVNÍCI A ÚŘEDNÍCI MLPT: PETR FAFEK, RELA FAFKOVÁ, LIBĚNA FAFKOVÁ, ANNA ŠRÁMKOVÁ, MARIE KARBANOVÁ, JAN SONNEVEND, MUDR KAREL SVĚRÁK, MUDR SOBĚSLAV SOBEK, MUDR JAN VČELÁK, JUDR JIŘÍ PLESKOT SE 13 ČLENY SVÝCH RODIN. JAN SONNEVEND BYL POPRAVEN 4. ZÁŘÍ 1942 V PRAZE. OSTATNÍ BYLI POPRAVENI 24. ŘÍJNA 1942 V MAUTHAUSENU. ČEST JEJICH NEHYNOUCÍ PAMÁTCE! MASARYKOVA LIGA PROTI TUBERKULOSE“.[2][18]
- Pamětní deska manželů Sonnevendových (doplněná muralem znázorňujícím dvojici k zemi se snášejících parašutistů) byla instalována zásluhou „Iniciativy A“ v Praze v Konviktské ulici na průčelí domu číslo 17 (Manželé Sonnevendovi ale bydleli ve vedlejším domě číslo 998/15). Deska byla slavnostně odhalena 6. září 2022 za přítomnosti zástupců městské části Praha 1, pravoslavné církve, sokola a vnuka manželů Sonnevendových MUDr. Jaroslava Orta.[19]

V domě č. 15 žili do svého zatčení hrdinové druhého odboje, manželé // MARIE SONNEVENDOVÁ (*4.3.1888) / a JAN SONNEVEND (*25.12.1880) // Podíleli se na ukrývání výsadkářů, vč. výsadku ANTHROPOID, / v kryptě chrámu svatých Cyrila a Metoděje. Svoji odvahu zaplatili životem. / Jan Sonnevend na popravišti v Kobylisích 4.9.1942 / Marie Sonnevendová v KT Mauthausen 24.10.1942 //.

Text na pamětní desce

Mural a pamětní deska v pražské Konviktské ulici
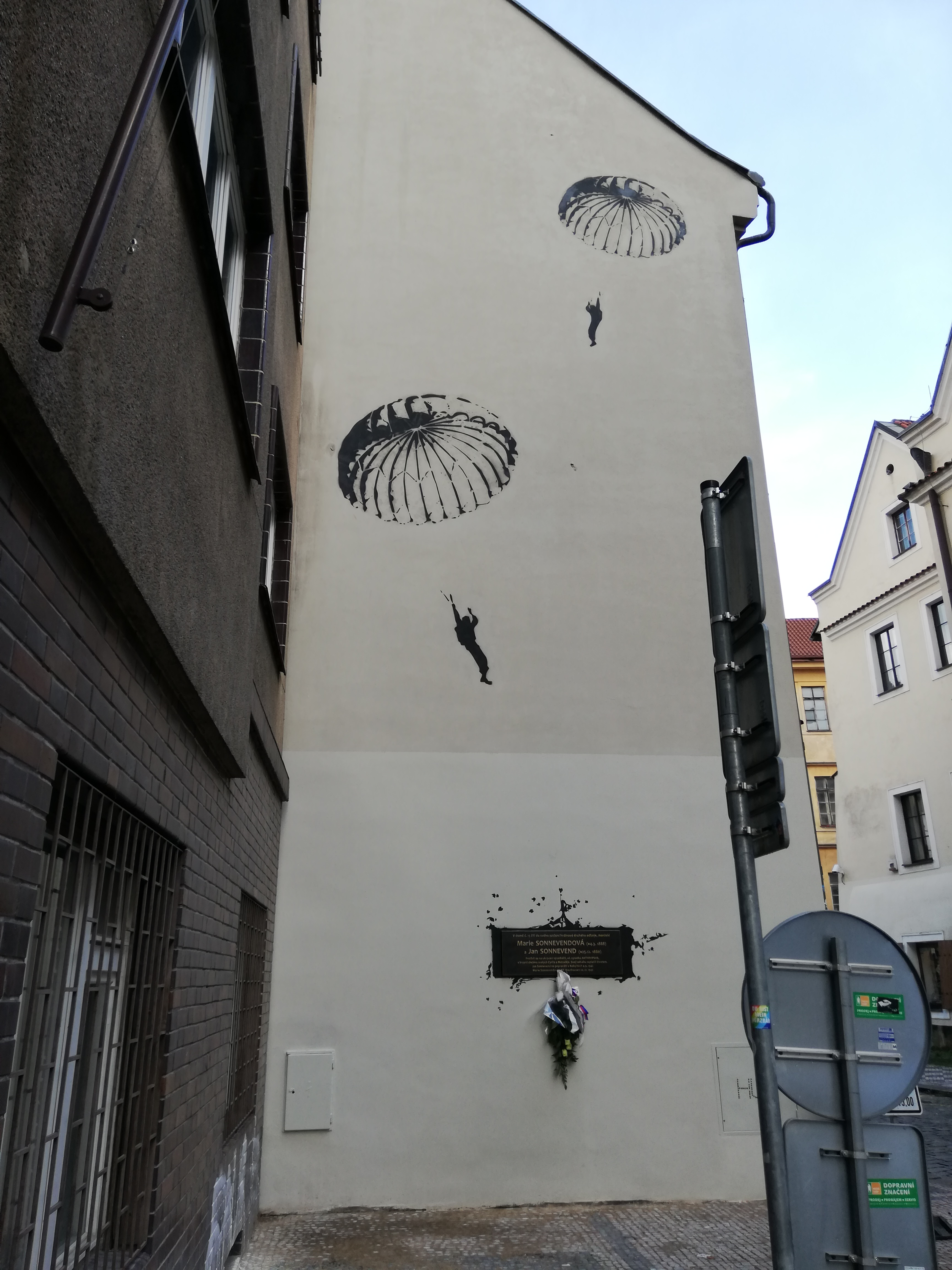
Celkový pohled na mural a pamětní desku
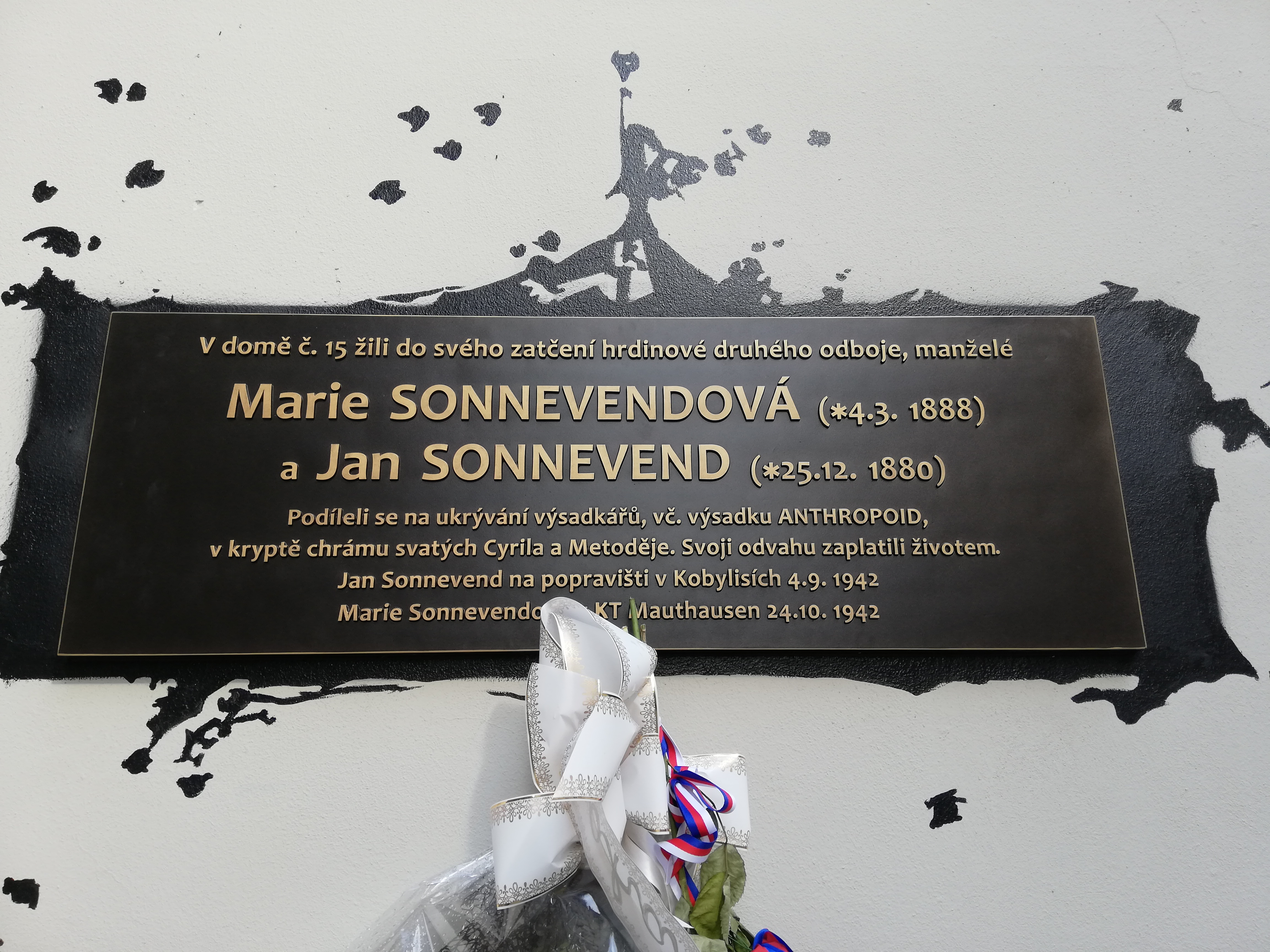
Detail pamětní desky
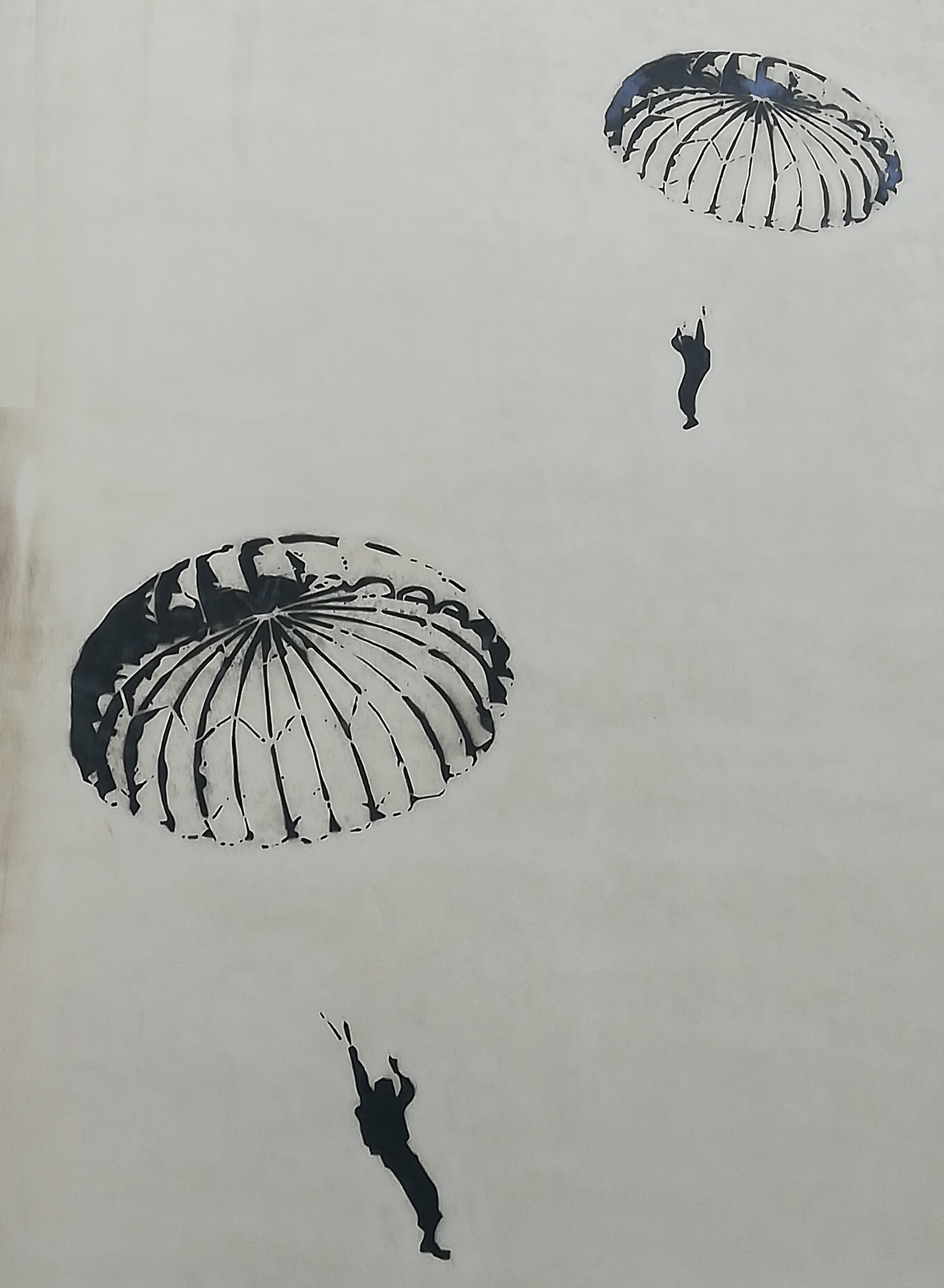
Detail muralu

### Brno
- Pamětní deska: Zahradníkova 2-8/01 (oběti okupace); přízemí vstupní haly ze Zahradníkovy ulice; Brno - střed.[2]
- Pamětní deska odbojářům v Brně. (Oběti okupace z řad pravoslavné církve.) Umístění: Brno - střed, ulice Gorazdova 8/52, na průčelí na zdi pravoslavného kostela sv. Václava vlevo od vchodu. Souřadnice: 49°11'48.38"N, 016°35'44.43"E.[2][9]

### Topolany
- Pomník obětem 1. a 2. světové války. Umístění: Topolany okres Vyškov, náves, u kostela. Souřadnice : 49°16'43.971" N, 017°2'25.521" E[9]

In memoriam
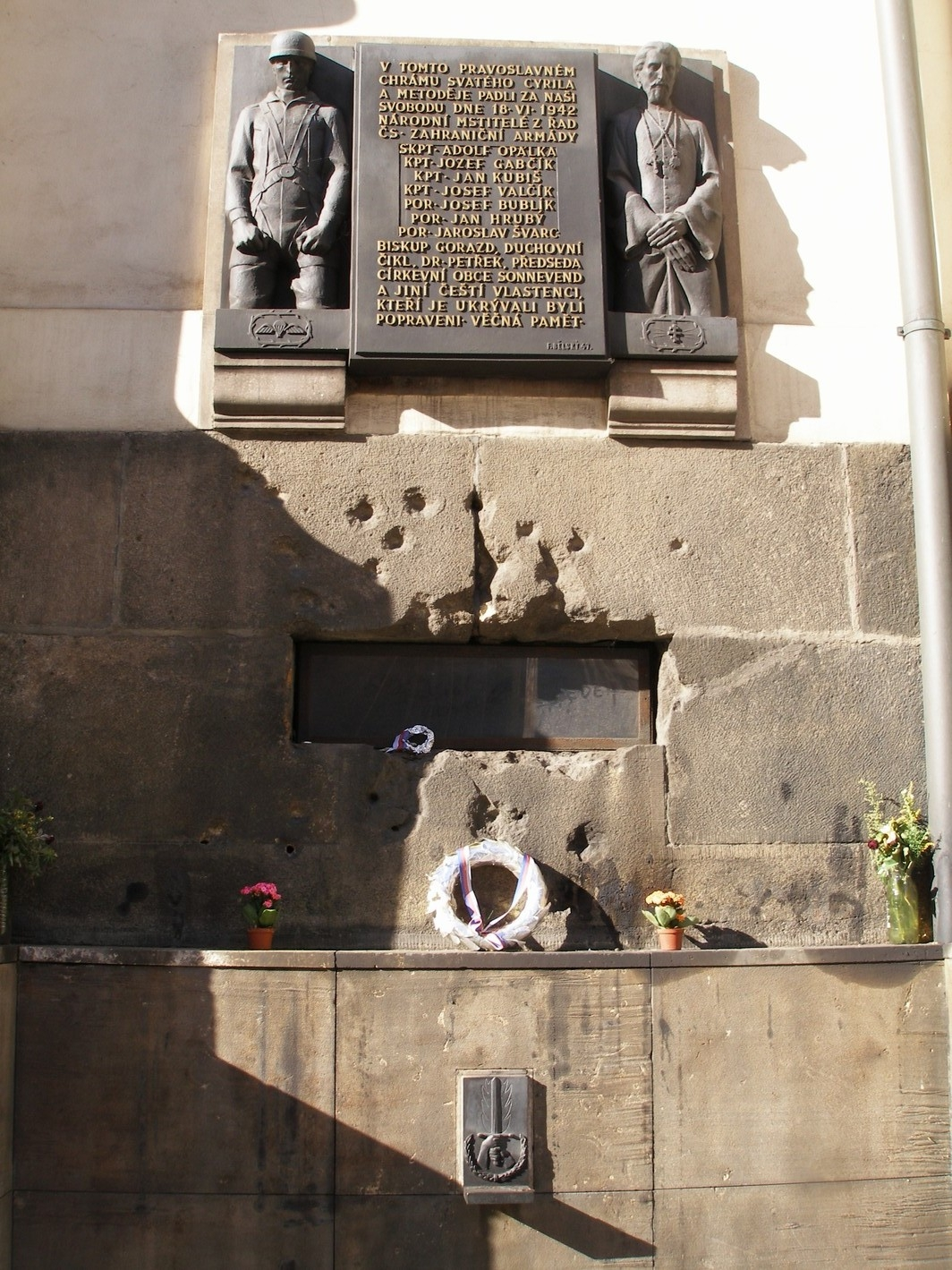
Sonnevendovo jméno je i na pamětní desce na kostele, kde se parašutisté skrývali
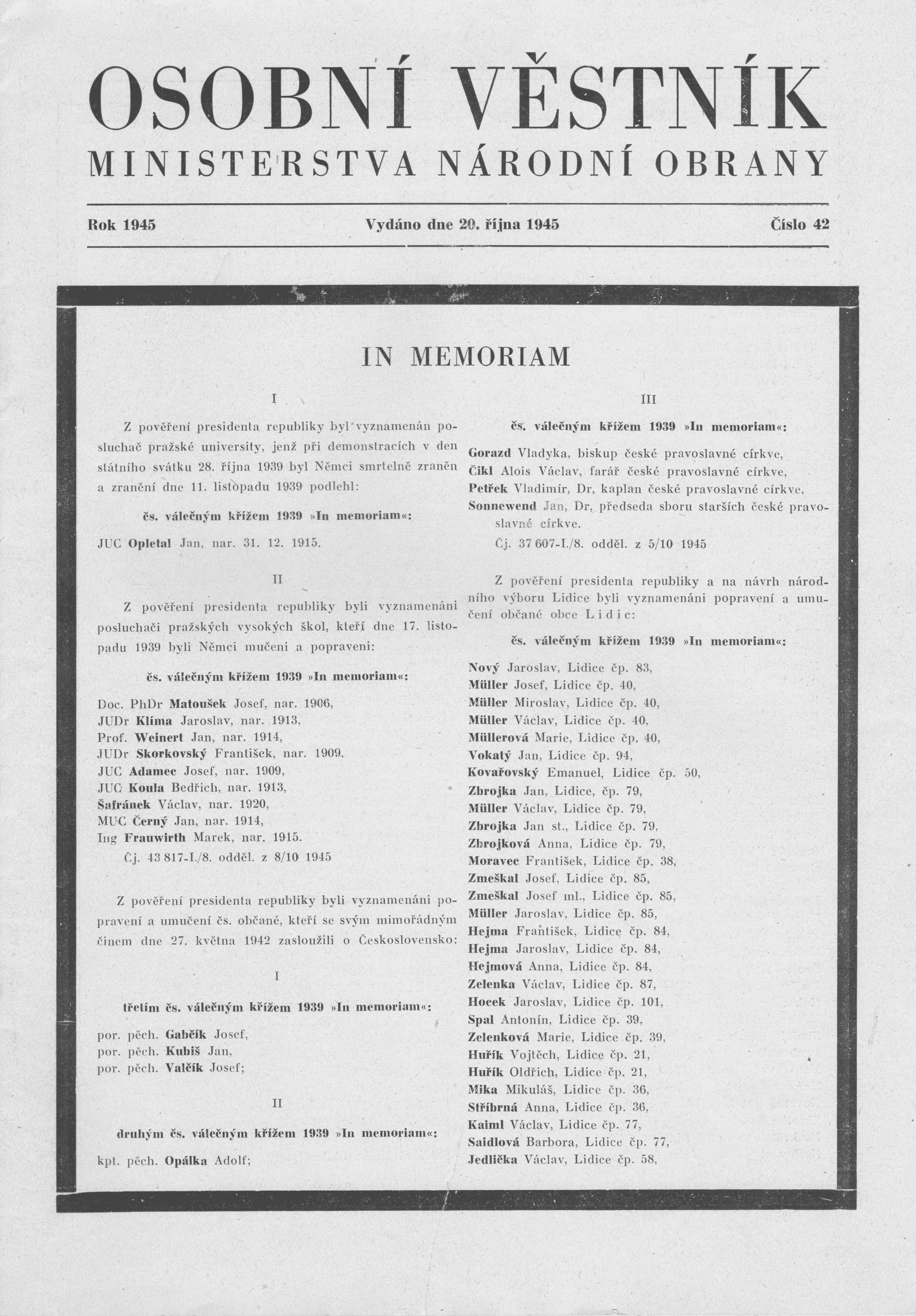
Osobní věstník MNO číslo 42 ze dne 20. října 1945 - titulní strana: udělení Československého válečného kříže 1939-1945
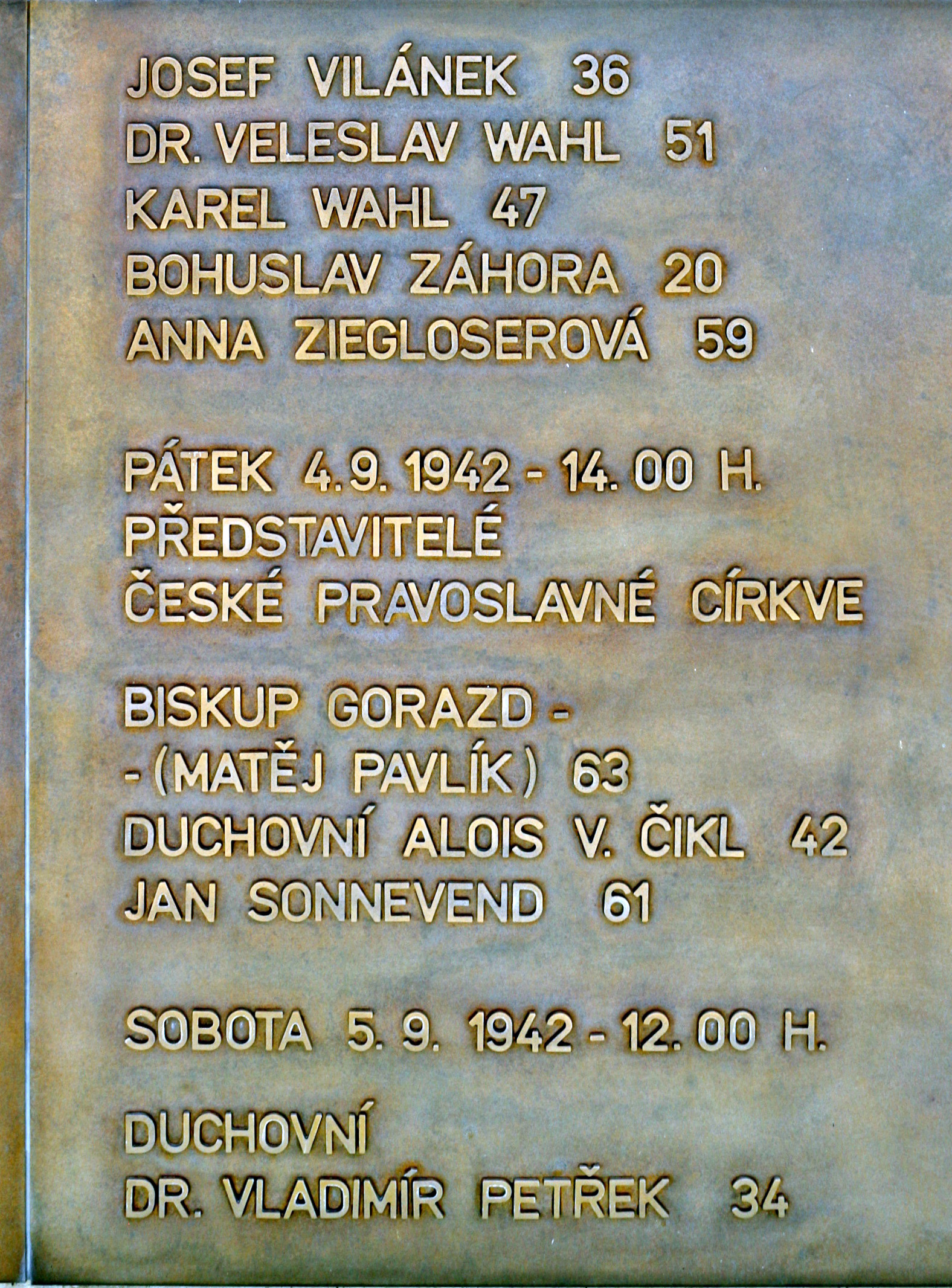
Jména zástupců Čs. pravoslavné církve popravených na Kobyliské střelnici za ukrývání parašutistů po atentátu na Heydricha

## Dovětek
Dle Osobního věstníku MINISTERSTVA NÁRODNÍ OBRANY číslo 42 ze dne 20. října 1945 byli vyznamenáni (z pověření presidenta republiky) popravení a umučení českoslovenští občané, kteří se svým mimořádným činem dne 27. května 1942 zasloužili o Československo československým válečným křížem 1939 „In memoriam“ (Oddíl III):
- Gorazd Vladyka, biskup české pravoslavné církve,
- Čikl Alois Václav, farář české pravoslavné církve,
- Petřek Vladimír, Dr, kaplan české pravoslavné církve,
- Sonnevend Jan, Dr, předseda sboru starších české pravoslavné církve.

## Svatořečení
Svatořečen byl Pravoslavnou církví v českých zemích a na Slovensku spolu s dalšími českými novomučedníky při slavnostní liturgii v pražské pravoslavné katedrále sv. Cyrila a Metoděje na Resslově ulici 8. února 2020.